# سکاربینو
سکاربینو (به بلغاری: Skarbino) یک منطقهٔ مسکونی در بلغارستان است که در شهرستان کاردژالی واقع شده‌است.